# Chōsei
Chōsei (長生村, Chōsei-mura) est un village situé dans le district de Chōsei (préfecture de Chiba).